# Jaskinia Kozia

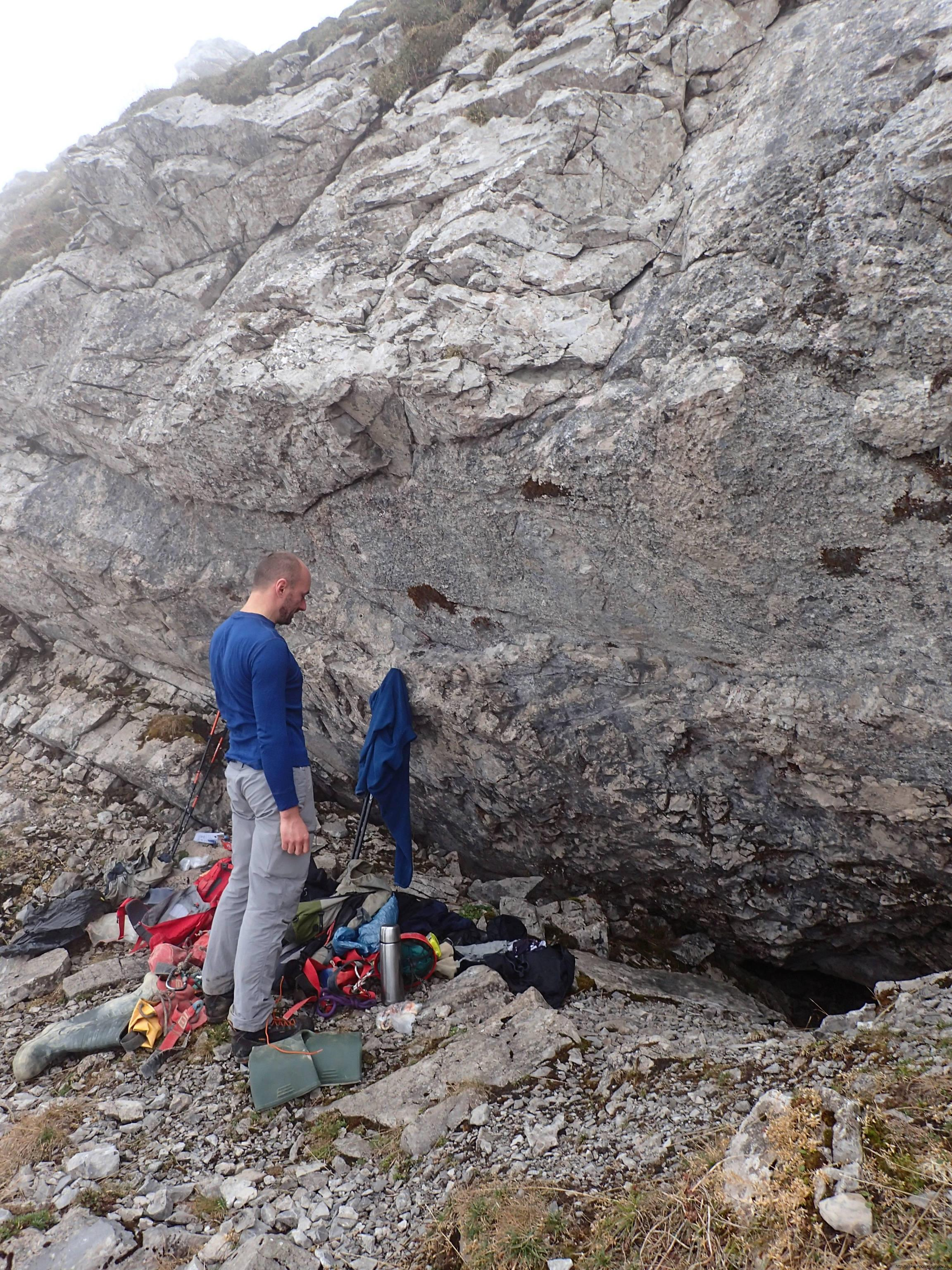
Główny (górny) otwór jaskini

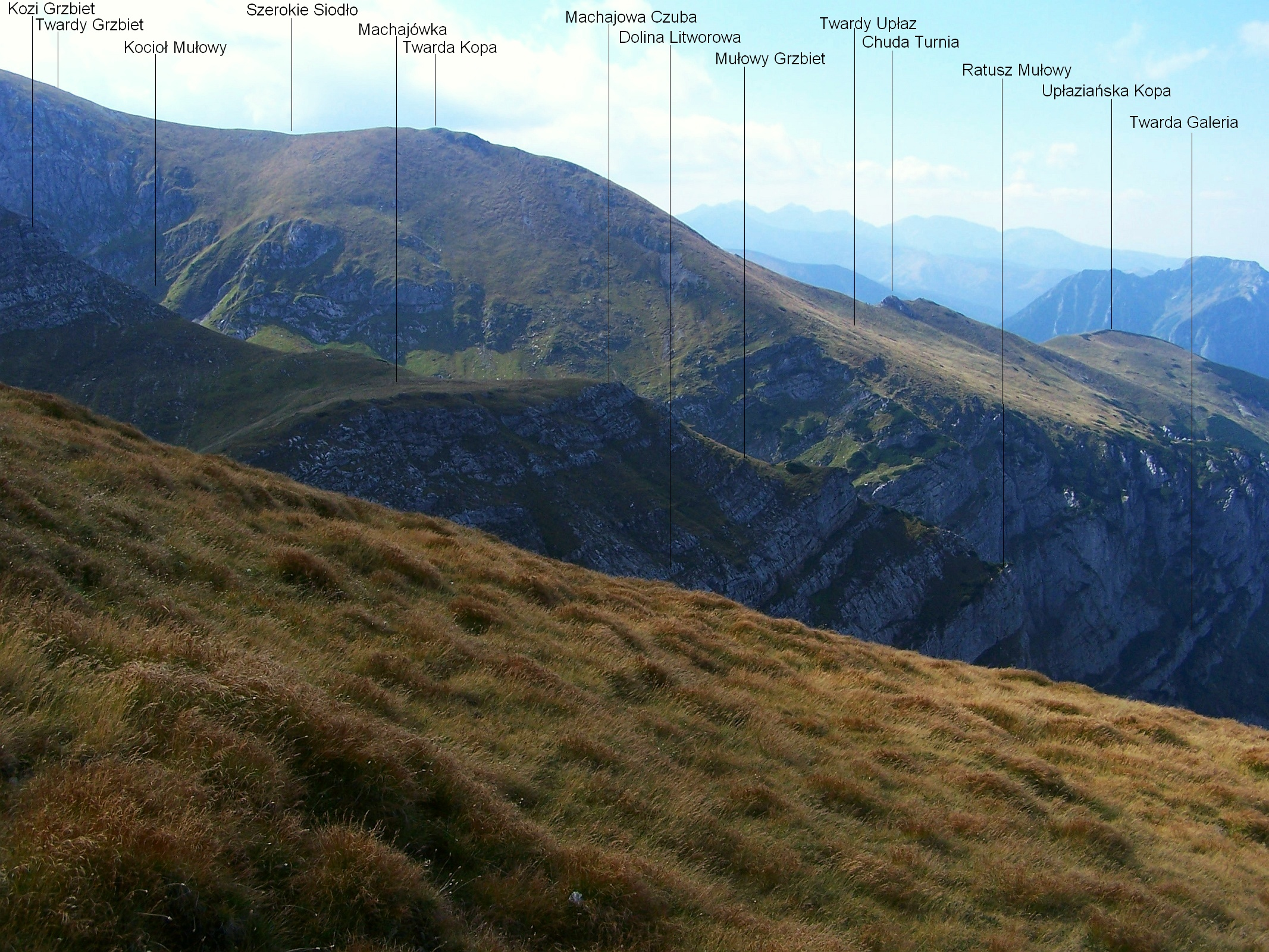
W środku ściana Machajowej Czuby, w której znajduje się Jaskinia Kozia

Jaskinia Kozia (Szczelina w Kozim Grzbiecie, Jaskinia Nowa, Jaskinia Machajowa) – jaskinia położona w Dolinie Miętusiej w Tatrach Zachodnich w masywie Czerwonych Wierchów. Ma dwa otwory wejściowe położone poniżej Machajowej Czuby od strony Doliny Litworowej na wysokości 1875 i 1872 metrów n.p.m. Główny otwór jaskini był znany od dawna, ale badania jej rozpoczęto dopiero w 1985 roku. Dlatego niektóre części jaskini są słabo zbadane i udokumentowane. Jaskinia zajmuje obecnie 6. miejsce pod względem głębokości i 10. miejsce pod względem długości w Tatrach Polskich. Jej długość wynosi 3470 metrów, a deniwelacja 389 metrów. Korytarze jaskini przebiegają stosunkowo blisko ciągów Jaskini Wielkiej Śnieżnej i istnieje prawdopodobieństwo, że w przyszłości dojdzie do połączenia tych jaskiń.

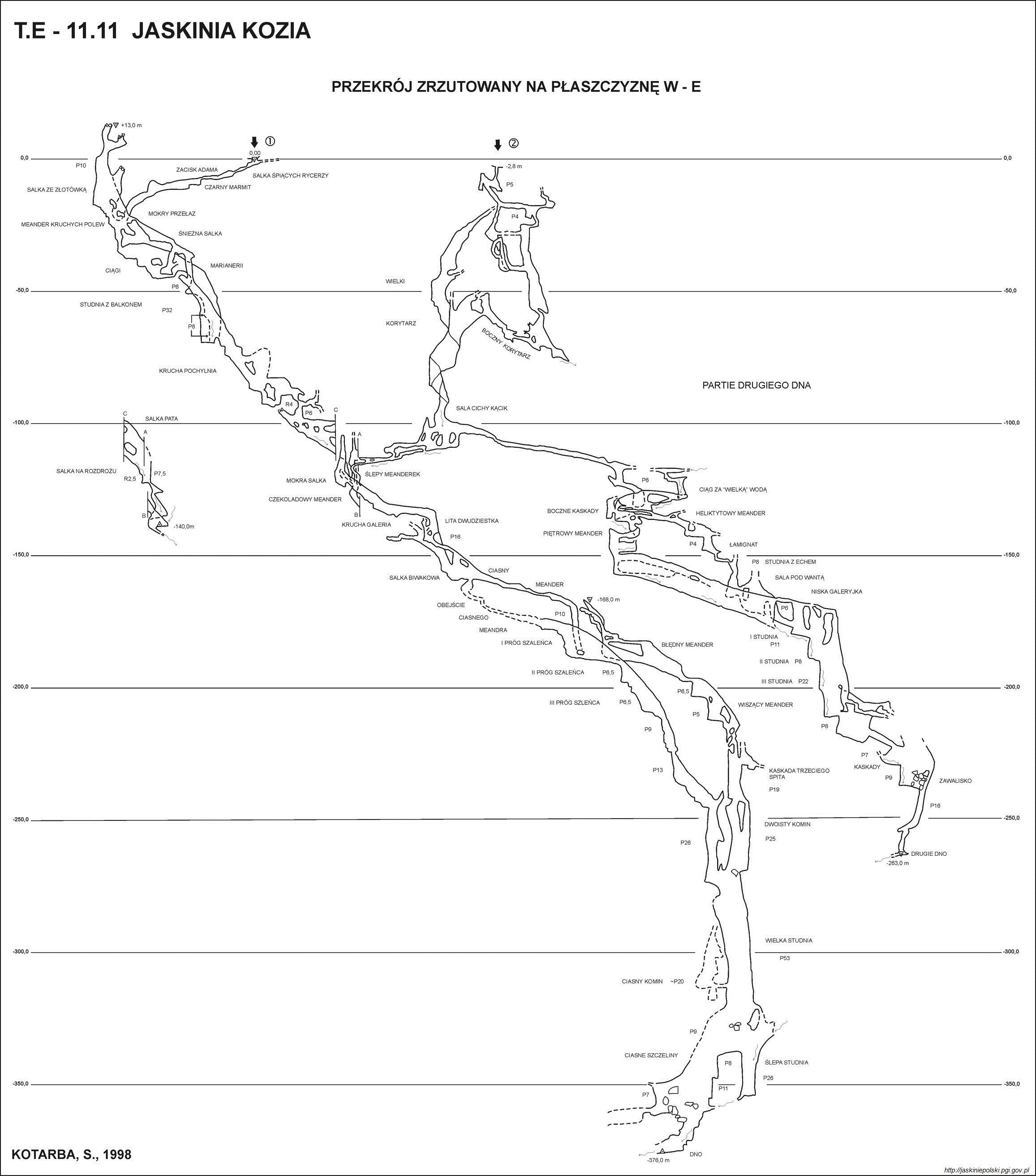
Przekrój jaskini

## Opis jaskini
Jaskinia ma ukształtowanie pionowe. Istnieją dwa ciągi główne (jakby dwie jaskinie) prawie równoległe – jeden łączący główny otwór z dnem jaskini i drugi łączący drugi otwór z Drugim Dnem. Ciągi te są połączone ze sobą przez Ślepy Meander.
Główny otwór – dno jaskini. Z ciasnego otworu głównego (na zdjęciu) wchodzi się do Salki Śpiących Rycerzy, dalej przez następną salkę i ciasny korytarz do kaskady Czarny Marmit. Dalej przez Zacisk Adama dochodzi się do rozdroża, skąd odchodzą trzy korytarze. Jeden prowadzi do Sali ze Złotówką i ciasnych korytarzyków (najwyższy punkt jaskini +13 metrów), drugi do Meandra Kruchych Polew, skąd przez Mokry Przełaz, Śnieżną Salkę i trawers Studni z Balkonem dociera się do zawaliska, trzeci natomiast prowadzi dalej w dół jaskini. Przez Ciągi Marianerii dochodzi się na dno Studni z Balkonem. Dalej przez Kruchy Meander można dojść do Salki na Rozdrożu, skąd odgałęziają się cztery boczne korytarze dochodzące z powrotem do głównego ciągu lub kończące się zawaliskiem. Główny ciąg prowadzi natomiast z Kruchego Meandra do Kruchej Studzienki, Kruchej Galerii i Mokrej Salki. Stąd odchodzi w bok korytarz, który przez Ślepy Meander trafia do Cichej Salki w ciągu drugi otwór – Drugie Dno. Natomiast ciąg główny prowadzi nadal w dół do studni Lita Dwudziestka. Na jej dnie zaczyna się Ciasny Meander, który przez trzy Progi Szaleńca i kaskadę doprowadza do niewielkiej studzienki, na dnie której zaczyna się Wielka Studnia (53 metry głębokości). W bok od studni odchodzą boczne korytarze prowadzące poprzez meandry i kominy z powrotem do Wielkiej Studni. Z dna w studni odchodzą Ślepa Studnia oraz system Ciasnych Szczelin kończących się zawaliskami. Z jednej ze szczelin można dostać się do studni, w której osiągnięto najniższy punkt jaskini (−376 metrów).
Drugi otwór – Drugie Dno. Z ciasnego otworu dochodzi się przez korytarzyk do salki, a dalej przez meander i kolejną salkę do Wielkiego Korytarza prowadzącego do Cichej Salki. Stąd w bok odchodzi korytarzyk do ciągu główny otwór – dno jaskini. Główny ciąg prowadzi w dół do Piętrowego Meandra. W bok odgałęzia się korytarz do Heliktytowego Meandra, dalej do Studni z Echem i Sali pod Wantą. Korytarz ten łączy się poniżej z głównym ciągiem. Główny ciąg natomiast idzie z Piętrowego Meandra do Niskiej Galeryjki, która doprowadza do I Studni (dochodzi tu korytarz z Sali pod Wantą). Dalej są II i III Studnia (w bok znajdują się niezbadane kominy). Z dna III Studni prowadzi korytarz kończący się szczeliną. Jest to Drugie Dno (−263 metry).

## Przyroda
Szatę naciekową jaskini stanowią polewy, draperie i stalagmity występujące w rejonach: Meander Kruchych Polew, Śnieżna Salka, Ciągi Marianerii i Krucha Galeria. W jaskini znajdują się pojedyncze egzemplarze nacieków heliktytowych w Galerii Heliktytowej.
Woda w jaskini występuje w postaci sporadycznych wystąpień deszczu podziemnego oraz kilku stałych cieków wodnych. Największy z nich to ciek pojawiający się w rejonie Mokrego Przełazu, biegnący przez Partie Marianerii i Salkę na Rozdrożu.

## Opis odkryć
Główny otwór i wstępną, niewielką część jaskini znano od dawna.
Od lipca 1985 roku rozpoczęto systematyczne badanie jaskini. W tym też roku zbadano cały główny ciąg jaskini do dna.
W latach 1987–1988 odkryto Drugie Dno.
W roku 1997 odkryto drugi otwór.
W 2003 roku odkryto kolejne 155 metrów korytarzy.